# Прасолов, Алексей Тимофеевич
Алексе́й Тимофе́евич Пра́солов (1930—1972) — русский советский поэт, журналист.

## Биография
Родился 13 октября 1930 года в селе Ивановка-2 (ныне Кантемировский район, Воронежская область). С семи до семнадцати лет прожил в недалёкой от Россоши слободе Морозовка.
В семнадцать лет поступил учиться в Россошанское педагогическое училище, которое окончил в 1951 году. После окончания полтора года учительствовал в сельских школах. Работал корректором в воронежской газете «Молодой коммунар». Дальше — районные будни, газетная подёнщина, переезды из редакции в редакцию, поездки по райцентрам Чернозёмного края.
В 1961—1964 годах отбывал наказание в местах лишения свободы, работал на рудниках и стройках.
Первое напечатанное стихотворение «Великий свет» — в россошанской районной газете «Заря коммунизма» 7 ноября 1949 года. В 1964 году в августовском номере «Нового мира», возглавляемого А. Т. Твардовским, была опубликована большая подборка прасоловских стихотворений. Через два года в Москве, в издательстве «Молодая гвардия» выходит сборник поэта «Лирика», а в Воронеже — сборник «День и ночь». Затем последовали книги «Земля и зенит» (1968) и «Во имя твое» (1971). При жизни поэта вышло 4 сборника стихов.
Исследователи выделяют два этапа в творчестве А. Т. Прасолова: ранняя лирика (1949—1961) и зрелая поэзия (1962—1972). Творчество А. Т. Прасолова, отнесённого советскими критиками (наряду с Н. М. Рубцовым, А. В. Жигулиным, С. Ю. Куняевым, С. Дрофенко и нек. др.) к «тихим лирикам», по сути было продолжением поэтических традиций Е. А. Баратынского, М. Ю. Лермонтова, Ф. И. Тютчева, А. В. Кольцова, И. С. Никитина, А. А. Блока, Н. А. Заболоцкого, А. Т. Твардовского.
Покончил с собой в Воронеже 2 февраля 1972 года в доме № 65 (кв. 6) на улице Беговой. Похоронен на Юго-Западном кладбище.

## Творчество
В своем стиле и тоне Прасолов был далёк от Есенина (хотя в его стихах и можно найти такие ноты, которых не было бы, если бы не творил на Руси Есенин). Но то, что он сказал о поэзии Есенина, имеет, несомненно, гораздо более широкое значение. Несколько перефразируя слова Алексея Прасолова, можно сказать, что он стремился воплотить в своей лирике живую, обнаженную мысль.
— Вадим Кожинов

Стихи Прасолова как бы незатейливы, спокойны, но в них есть внутренний нерв, чувство единства с окружающим миром. И, что самое замечательное, эти стихи написаны мастером, профессионально владеющим стихотворной техникой.
— Евгений Степанов

## Память
- Россошанская районная библиотека носит имя А. Т. Прасолова, здесь же установлен поэту[4].
- Воронежская библиотека № 19 носит имя А. Т. Прасолова
- В Воронежской области традиционно проходят «Прасоловские чтения».
- Мемориальная доска на здании по проспекту Революции, 22 г. Воронежа, где располагалась редакция газеты «Молодой коммунар», в которой в 1953—1955 г.г. работал А. Прасолов[5].

## Публикации
Книги
- Прасолов А. Т. День и ночь: Стихи / Ред. В. И. Гусев, Л. П. Бахарева. — Воронеж: Центрально-Чернозёмное книжное издательство, 1966. — 88 с.
- Прасолов А. Т. Лирика. — М.: Молодая гвардия, 1966. — 54 с.
- Прасолов А. Т. Земля и зенит: Стихи. — Воронеж: Центрально-Чернозёмное книжное издательство, 1968. — 72 с.
- Прасолов А. Т. Во имя твое: Стихи. — Воронеж: Центрально-Чернозёмное книжное издательство, 1971. — 120 с. Тираж 4000 экз.
- Прасолов А. Т. Осенний свет: Стихи / Предисл. В. Скобелева. — Воронеж: Центрально-Чернозёмное книжное издательство, 1976. — 132 с. Тираж 10000 экз.
- Прасолов А. Т. Стихотворения / Сост., вступ. ст. В. В. Кожинова. — М.: Советская Россия, 1978. — 192 с.
- Прасолов А. Т. Стихотворения / Сост.: В. Кожинов, И. Ростовцева; Вступ. ст. В. Кожинова. — М.: Советская Россия, 1983. — 160 с. Тираж 25 000 экз.
- Прасолов А. Т. Стихотворения. Поэмы. Повесть. Статьи. Письма / Сост. Р. В. Андреева-Прасолова; Послеслов. А. М. Абрамова; Ред. В. В. Будаков. — Воронеж: Центрально-Чернозёмное книжное издательство, 1984. — 382 с. Тираж 25 000 экз.
- Прасолов А. Т. Стихотворения. — М.: Современник, 1985. — 239 с.
- Прасолов А. Т. Стихотворения / Сост. Р. В. Андреева-Прасолова; Послеслов. Ю. Кузнецова; Худож. С. Косенков. — М.: Современник, 1988. — 240 с.: ил.; пер.; супер. — 10 000 экз. ISBN 5-270-00975-7
- Прасолов А. Т. «И душу я несу сквозь годы…» / Сост. Р. В. Андреева-Прасолова; Послеслов. В. М. Акаткина. — Воронеж: Центр духовного возрождения Чернозёмного края, 2000. — 560 с. Тираж 1 000 экз. ISBN 5-7458-0792-X
- Прасолов А. Т. Я встретил ночь твою: роман в письмах / Сост., авт. вступ. ст. и примеч. И. Ростовцевой. — М.: Хроникер, 2003. — 591 с. ISBN 5-901238-17-6
- Прасолов А. Т. На грани тьмы и света / Сост. Р. В. Андреева-Прасолова; Предислов. В. М. Акаткина. — Воронеж: Центр духовного возрождения Чернозёмного края, 2005. — 240 с. Тираж 1000 экз. ISBN 5-900270-74-2
- Прасолов А. Т. Избранное. Стихотворения. Поэмы. Проза. Дневники / Вступ. ст. и сост. В. М. Акаткина. — Воронеж: Центр духовного возрождения Чернозёмного края, 2010. — 432 с. Тираж 600 экз. ISBN 978-5-91338-041-8

Наиболее полным по составу стихотворений является сборник 2000 г., наиболее полным по составу поэм — сборник 2010 г.
Альманахи и антологии
- Поэзия. Альманах. Вып 21. — Валентин Семенов «Не отступая ни на пядь перед безмыслием постылым…» (О поэзии Алексея Прасолова) С. 139-143; Алексей Прасолов С. 144-147. [стихи]. — М.: Молодая гвардия, 1978. — 208 с.; ил.
- Алексей Прасолов // Русская поэзия. XX век: Антология / Под ред. В. А. Кострова. — М.: Олма-Пресс, 2001. — С. 572—573.

Журналы
- «Новый мир» № 8, 1964. — 288 с. — Прасолов А. Т. Десять стихотворений [стихи]: «Весна, от колеи шершавой…»; «Привычно клал он заводскую…»; «Черней и ниже пояс ночи»; «Среди цементной пыли душной…»; «Платье — струями косыми»; «Взметнул и трубы медные…» Памяти художника С.; «Сюда не сходит ветер горный»; «Далекий день. Нам по шестнадцать лет»; «Зима крепит свою державу»; «Тревожит в новь на перепутье...» // С. 68—73. — 113 000 экз.
- Прасолов А. Т. Новые стихи // Подъём. — 1967. — № 2. — С. 116—117.
- Прасолов А. Т. Стихи // Наш современник. — 1969. — № 1. — С.
- Прасолов А. Т. Стихи // Подъём. — 1971. — № 5. — С.
- «Юность» № 5, 1972. — 112 с.; Алексей Прасолов [стихи]: «Ночь идёт подземным переходом…»; «Средь ночи подойди сюда…»; На реке; «Листа несорванного дрожь…» С. 82.; портр. — 2 000 000 экз.

Газеты
- Поэзия Алексея Прасолова. Стихотворения // Литературные известия, № 28 (58), 2010
- Алексей Прасолов. «Не злясь и не маня». Стихотворения // Поэтоград, № 5 (56), 2013